# Messaggio per uccidere
Messaggio per uccidere (Truth & Lies / Text to Kill) è un film per la televisione del 2015 diretto da George Erschbamer.

## Trama
Taylor, la figlia di Allison, un'agente di polizia, sta cercando di ricostruire la sua vita dopo un incidente traumatico. Tuttavia, si trova improvvisamente vittima di un misterioso stalker sconosciuto. Alla fine, scopre che l'uomo è in realtà un ragazzo che aveva simulato un interesse amoroso per lei al fine di nascondere le sue intenzioni omicide. Il giovane credeva infatti che il padre di Taylor fosse responsabile della morte dei suoi genitori in un tragico incidente e intendeva vendicarsi uccidendo la ragazza.